# Centaurea cariensiformis
Centaurea cariensiformis — вид квіткових рослин айстрових (Asteraceae). Ендемік Туреччини.